# Karl Valentin
Karl Valentin, de son vrai nom Valentin Ludwig Fey, né le 4 juin 1882 à Munich et mort le 9 février 1948 à Planegg près de Munich, est un cabarettiste, comédien, réalisateur et producteur de cinéma allemand. 
Surnommé « le Charlie Chaplin allemand », il est surtout connu pour ses pièces de théâtre et publications en dialecte bavarois. 
Il a une grande influence en Bavière et en Allemagne sous la République de Weimar. Il est marginalisé sous le Troisième Reich.

## Biographie
Dans son art scénique, Karl Valentin est proche du dadaïsme, mais également de l’expressionnisme, bien qu’il prenne ses distances avec les orientations des deux mouvements. Il se définit lui-même comme humoriste, comique et dramaturge. L’humour de ses sketches et de ses pièces repose notamment sur l’art de son langage et sur « l’anarchie » de son expression.
Ses blagues dépendent essentiellement de son personnage même ; son humour est soutenu par sa silhouette élancée et émaciée qu’il souligne par l’insert de plaisanteries burlesques. Le pessimisme et le tragique de son humour sont alimentés par un combat permanent contre les choses du quotidien comme un conflit avec les autorités ou avec ses semblables, situations qu’il a souvent vécues lui-même. Exemple typique : son irrespect des consignes des pompiers pour son théâtre en 1931 que Valentin doit fermer au bout de huit semaines parce que, dans un sketch, il insiste pour garder un mégot de cigarette allumé.
La plus importante partenaire sur scène de Karl Valentin est Liesl Karlstadt. C’est avec elle qu’il réussit en 1911 une percée à Munich en se produisant ensemble dans de nombreux sketches.
Dans son exposition « Panoptikum », Valentin a un certain penchant pour l’effrayant et l’absurde avec, par exemple, une Tour de la faim et un Bol d’air berlinois. Toutefois l'exposition est déficitaire et ruine financièrement les deux partenaires.
Valentin meurt d’hypothermie le 9 février 1948, à l’âge de 65 ans.

Le journaliste et critique Alfred Kerr écrit à son sujet : 

« Tous rient. Certains hurlent. De quoi parle-t-il ? De trois choses : du plaisir du corps, du plaisir spirituel et de la brillante futilité. Le comique Karl Valentin est un Nestroy bavarois. »

## Postérité
Ce n’est que 55 ans après sa mort que paraît à Munich, aux éditions Trikont, l’œuvre sonore complète sur huit CD accompagnée d’un livre de 150 pages avec des textes de Herbert Achternbusch à Christoph Schlingensief.

## Théâtre
- Vol en piqué dans la salle (et autres textes)
- Les Chevaliers pillards devant Munich (et autres textes)
- La Sortie au théâtre (et autres textes)
- Le Cabaret satirique (et autres textes)
- Le Bastringue (et autres sketches)
- Scène à la gare
- Le Rôti de lapin

## Filmographie

### Courts métrages(« Valentinaden »)
- Karl Valentins Hochzeit (1912 ou 1913)
- Die lustigen Vagabunden (1912)
- Der neue Schreibtisch (1913 ou 1914)
- Die Schönheitskonkurrenz ou Das Urteil des Paris (1921)
- Der entflohene Hauptdarsteller (1921)
- Mysterien eines Frisiersalons (1922)
- Auf dem Oktoberfest (1923)
- Der Feuerwehrtrompeter (1929)
- Im Photoatelier (1932)
- Orchesterprobe (1933)
- Der Zithervirtuose (1934)
- Es knallt (1934)
- Der verhexte Scheinwerfer (1934)
- Im Schallplattenladen (1934)
- Der Theaterbesuch (1934)
- So ein Theater! (1934)
- Der Firmling (1934)
- Musik zu zweien (1936)
- Die Erbschaft (1936)
- Strassenmusik (1936)
- Ein verhängnisvolles Geigensolo (1936)
- Die karierte Weste (1936)
- Beim Rechtsanwalt (1936)
- Kalte Füße/Beim Nervenarzt (1936)
- Der Bittsteller (1936)
- Ewig Dein (1937)
- München (1938)
- Der Antennendraht/Im Senderaum (1938)
- In der Apotheke (1941)

### Longs métrages
- 1929 : Der Sonderling
- 1932 : La Fiancée vendue de Max Ophüls (premier film parlant de Karl Valentin)
- 1935 : Kirschen in Nachbars Garten
- 1936 : Donner, Blitz und Sonnenschein

### Filmographie
- Liesl Karlstadt und Karl Valentin, téléfilm biographique de Jo Baier (2007)